# Operación San Antonio
 Operación San Antonio es una película filmada en colores, coproducción de Argentina y España dirigida por Enrique Carreras según el guion de Ariel Cortazzo sobre la obra de Alfonso Paso que se estrenó el 6 de junio de 1968 y que tuvo como protagonistas a Antonio Garisa, Evangelina Salazar,  Alfredo Mayo y Javier Portales. Tuvo el título alternativo de …Este cura!.

## Sinopsis
Un cura de aldea protege a una joven madre rechazada por la gente y por el intendente.

## Reparto
- Antonio Garisa ...	Padre Juan
- Evangelina Salazar	 ...	Soledad Domínguez
- Alfredo Mayo	 ...	Don Pedro
- Javier Portales	 ...	Domitilio
- Norberto Suárez	 ...	Jorge Ramírez
- Emilio Ariño ...	Dr. Julio
- Teresa Blasco	 ...	Lorenza
- Gloria Ferrandiz	 ...	Doña Luisa
- Héctor Calcaño
- Raisa Vignardi
- Hernán Guido
- Virginia Romay
- Alicia Rojas
- Roberto Guthié
- Alberto Irízar
- Antonio Martiánez
- Catalina Speroni
- Nicky Jones
- Rolo Puente
- Mario Savino
- Pablo Codevila
- María Esther Corán
- Federico Gómez
- Aída Villadeamigo
- Jorge Cano
- Cuny Vera

## Comentarios
La Prensa opinó:

”Cuando se tiene el informe previo que se trata de una joen madre soltera, de un cura bondadoso en un pequeño pueblo y de que el argumento es de Alfonso Paso, no puede esperarse más que encontrar una comedieta simple, con ribetes amables y azucarados y eso es lo que contiene este film, con el aditamento de que a menudo lo simple se convierte en simpleza.”

Manrupe y Portela escriben:

”Historia rosa con un cura gordo y bueno como el pan, y una chica dulce como los personajes de Evangelina Salazar.”